# Words (nummer van F.R. David)
"Words" is een nummer van de Franse zanger F.R. David. Het verscheen op zijn gelijknamige debuutalbum uit 1982. In mei van dat jaar werd het ook uitgebracht als de eerste single van dit album.

## Achtergrond
"Words" is geschreven door F.R. David onder zijn echte naam Robert Fitoussi en geproduceerd door Frédéric Leibovitz. David verkeerde op dat moment in financieel zwaar weer, waarop zijn manager hem vroeg om een dansbaar lied te schrijven. De synthesizers maakten oorspronkelijk geen deel uit van het nummer, maar aangezien David op het moment van opname zijn elektrische gitaar niet bij zich had, werd dit instrument gebruikt om het gat op te vullen.
"Words" werd opgenomen in de winter van 1981 en verscheen in mei van dat jaar voor het eerst op single in Frankrijk en Monaco. Het piekte op de tweede plaats in Frankrijk en werd in mei 1982 wereldwijd uitgebracht. Het groeide uit tot de grootste hit van David: het bereikte de nummer 1-positie in Denemarken, Duitsland, Ierland, Italië, Noorwegen, Oostenrijk, Spanje, Zuid-Afrika, Zweden, Zwitserland en een voorloper van de Vlaamse Ultratop 50, alsmede in de algemene Europese hitlijst. In de Britse UK Singles Chart bereikte het de tweede plaats, en ook in de Amerikaanse Billboard Hot 100, een lijst waarin destijds weinig Eurodiscomuziek te vinden was, werd een notering bereikt met de 62e plaats. In Nederland piekte de single op de tweede positie in zowel de Top 40 als de Nationale Hitparade.
In 2006 nam David een nieuwe versie van "Words" op in het Frans, in duet met de Franse zangeres Winda, getiteld "Words, J'aime ces Mots". In 2017 verscheen de originele versie van het nummer op de soundtrack van de film Call Me by Your Name.

## Hitnoteringen

### Nederlandse Top 40
| Hitnotering: 31-07-1982 t/m 09-10-1982 | Hitnotering: 31-07-1982 t/m 09-10-1982 | Hitnotering: 31-07-1982 t/m 09-10-1982 | Hitnotering: 31-07-1982 t/m 09-10-1982 | Hitnotering: 31-07-1982 t/m 09-10-1982 | Hitnotering: 31-07-1982 t/m 09-10-1982 | Hitnotering: 31-07-1982 t/m 09-10-1982 | Hitnotering: 31-07-1982 t/m 09-10-1982 | Hitnotering: 31-07-1982 t/m 09-10-1982 | Hitnotering: 31-07-1982 t/m 09-10-1982 | Hitnotering: 31-07-1982 t/m 09-10-1982 | Hitnotering: 31-07-1982 t/m 09-10-1982 | Hitnotering: 31-07-1982 t/m 09-10-1982 |
| Week                                   | 1                                      | 2                                      | 3                                      | 4                                      | 5                                      | 6                                      | 7                                      | 8                                      | 9                                      | 10                                     | 11                                     |                                        |
| -------------------------------------- | -------------------------------------- | -------------------------------------- | -------------------------------------- | -------------------------------------- | -------------------------------------- | -------------------------------------- | -------------------------------------- | -------------------------------------- | -------------------------------------- | -------------------------------------- | -------------------------------------- | -------------------------------------- |
| Nummer                                 | 25                                     | 17                                     | 7                                      | 5                                      | 2                                      | 2                                      | 2                                      | 6                                      | 13                                     | 26                                     | 36                                     | uit                                    |

### Nationale Hitparade
| Hitnotering: 31-07-1982 t/m 16-10-1982 | Hitnotering: 31-07-1982 t/m 16-10-1982 | Hitnotering: 31-07-1982 t/m 16-10-1982 | Hitnotering: 31-07-1982 t/m 16-10-1982 | Hitnotering: 31-07-1982 t/m 16-10-1982 | Hitnotering: 31-07-1982 t/m 16-10-1982 | Hitnotering: 31-07-1982 t/m 16-10-1982 | Hitnotering: 31-07-1982 t/m 16-10-1982 | Hitnotering: 31-07-1982 t/m 16-10-1982 | Hitnotering: 31-07-1982 t/m 16-10-1982 | Hitnotering: 31-07-1982 t/m 16-10-1982 | Hitnotering: 31-07-1982 t/m 16-10-1982 | Hitnotering: 31-07-1982 t/m 16-10-1982 | Hitnotering: 31-07-1982 t/m 16-10-1982 |
| Week                                   | 1                                      | 2                                      | 3                                      | 4                                      | 5                                      | 6                                      | 7                                      | 8                                      | 9                                      | 10                                     | 11                                     | 12                                     |                                        |
| -------------------------------------- | -------------------------------------- | -------------------------------------- | -------------------------------------- | -------------------------------------- | -------------------------------------- | -------------------------------------- | -------------------------------------- | -------------------------------------- | -------------------------------------- | -------------------------------------- | -------------------------------------- | -------------------------------------- | -------------------------------------- |
| Nummer                                 | 35                                     | 22                                     | 7                                      | 5                                      | 3                                      | 2                                      | 2                                      | 5                                      | 7                                      | 18                                     | 26                                     | 39                                     | uit                                    |

### NPO Radio 2 Top 2000
| Nummer met noteringen in de NPO Radio 2 Top 2000 | '99  | '00  | '01  | '02  | '03 | '04  |
| ------------------------------------------------ | ---- | ---- | ---- | ---- | --- | ---- |
| Words (F.R. David)                               | 1420 | 1537 | 1595 | 1893 | -   | 1838 |

1. ↑  Een '-' betekent dat het nummer niet was genoteerd en een vetgedrukt getal geeft de hoogste notering aan.
2. ↑  Deze tabel is bijgewerkt tot en met de laatste editie (2024).